# Confraternita di san Cataldo eretta in Santa Caterina
La confraternita di San Cataldo eretta in Santa Caterina è una confraternita di Taranto, già esistente nel XV secolo

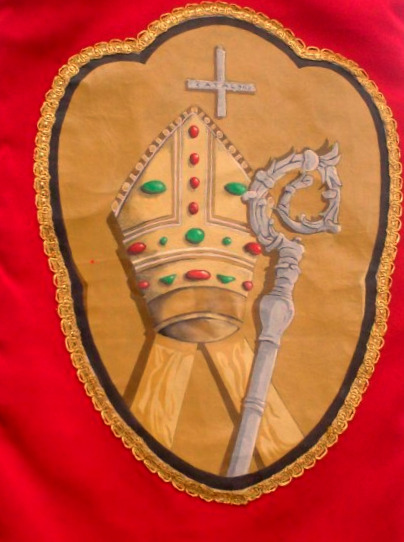
Stemma della confraternita di San Cataldo eretta in Santa Caterina

## Storia

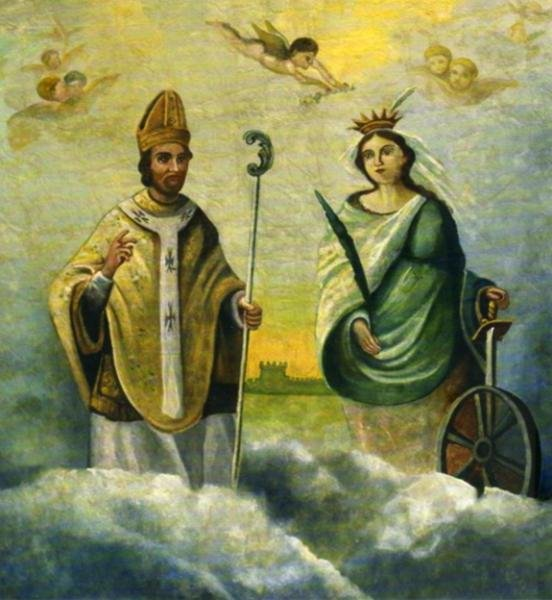
Dipinto del labaro processionale della confraternita

La confraternita doveva già esistere nel XV secolo ed era dedicata a San Cataldo patrono della città di Taranto e dell'arcidiocesi. Aveva in origine sede presso la cattedrale ma in seguito fu trasferita nella chiesetta di Santa Caterina d'Alessandria, di fronte al palazzo arcivescovile, dove è sicuramente attestata la sua esistenza nel 1578.
Quando la chiesetta venne demolita per far posto all'ospedale dei Fatebenefratelli, nel 1625 un nuovo luogo di culto dedicato alla santa venne edificato in via Duomo, attiguo al seminario arcivescovile.
Il 3 marzo 1777 la confraternita ottenne il regio assenso dal re Ferdinando IV di Borbone e fu approvato un nuovo statuto in sostituzione del precedente. Obiettivo del sodalizio era l'assistenza ai bisognosi e ai carcerati. Il culto si svolgeva nell'oratorio ogni domenica e nelle festività di San Cataldo e della Vergine Maria. Dal 1898 i membri della confraternita ebbero dal capitolo metropolitano il privilegio di portare nella processione del 10 maggio la statua del santo patrono e il baldacchino per le reliquie. La confraternita organizzava inoltre la processione di Santa Caterina d'Alessandria il 25 novembre.
A causa dell'inagibilità della chiesetta di Santa Caterina la confraternita ha spostato la sede nella chiesa di Sant'Agostino. La statua di santa Caterina, in origine sull'altar maggiore in stile barocco, è stata collocata nella chiesa di San Domenico Maggiore.
La confraternita prende parte alla festa di Santa Cecilia il 22 novembre in cattedrale.

## Festeggiamenti in onore di san Cataldo

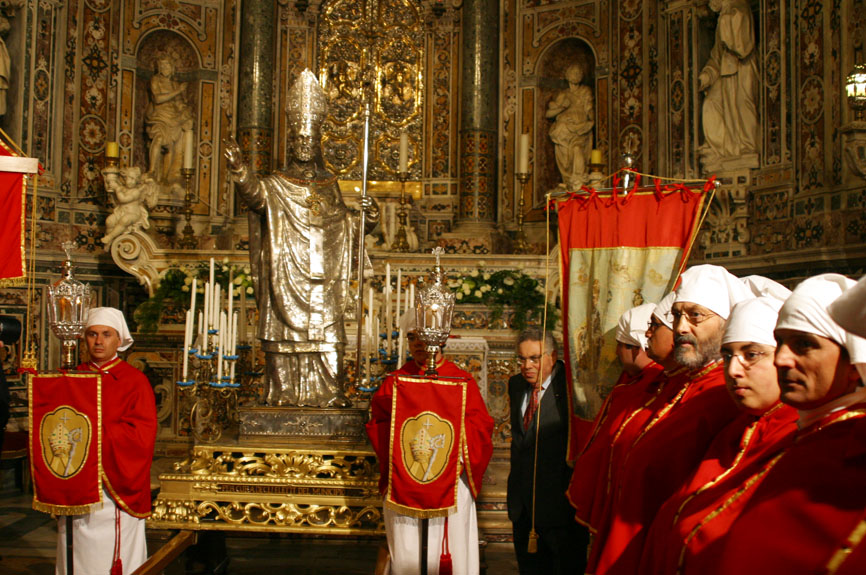
Cerimonia dell'8 maggio

I festeggiamenti di san Cataldo cominciano la prima domenica di maggio con il pellegrinaggio delle confraternite dell'arcidiocesi alla tomba del santo in cattedrale.
L'8 maggio la statua argentea del santo viene consegnata alle autorità civili da parte dell'arcivescovo e quindi viene portata in processione a mare su una barca della Marina Militare.
Il 10 maggio si svolge la grande processione per la città con la partecipazione del capitolo metropolitano, del clero, di tutte le confraternite cittadine e delle varie associazioni laicali. I festeggiamenti si chiudono a sera con grande spettacolo pirotecnico.

## Abito di rito

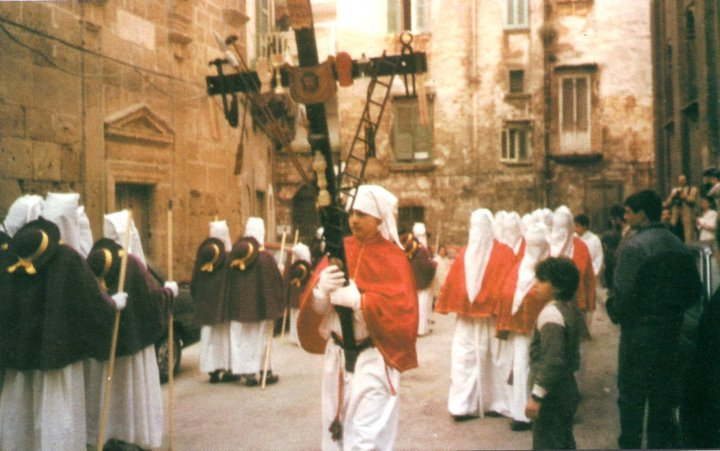
I corteo penitenziale a cui partecipava la confraternita. Foto del 5 aprile 1995

L'abito di rito della confraternita è così composto:
- mozzetta rossa con bordi dorati e medaglione con effigie di San Cataldo cucito a sinistra;
- camice bianco con cappuccio bianco, che viene calato sul volto per i riti penitenziali della Settimana Santa;
- cingolo rosso legato alla vita;
- scarpe nere e calze bianche

## Statua di san Cataldo

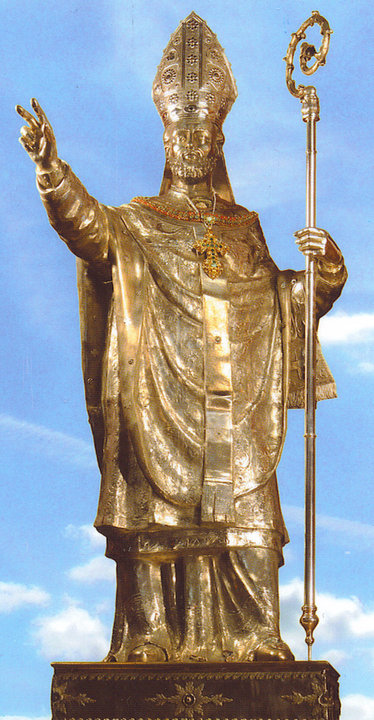
Attuale statua di san Cataldo opera di Virgilio Mortet del 2003

La prima statua di san Cataldo, risalente al XV secolo, fu sostituita una prima volta da un'immagine in argento nel 1901, opera del cesellatore napoletano Vincenzo Catello. La statua venne trafugata la notte del 2 dicembre del 1983 e sostituita da una nuova nel 1984 per volere dell'arcivescovo Guglielmo Motolese, opera di Orazio del Monaco. Essendosi tuttavia rivelata troppo pesante per essere portata in processione, nel 2003 fu sostituita per volere dell'arcivescovo Benigno Luigi Papa da un'altra, opera di Virgilio Mortet.